# Huncovce
Huncovce es un municipio del distrito de Kežmarok en la región de Prešov, Eslovaquia, con una población estimada a final del año 2024 de 3209 habitantes.
Se encuentra ubicado al noroeste de la región, cerca del río Poprad (cuenca hidrográfica del río Vístula) y de la frontera con Polonia.

## Demografía
| Año        | 1994 | 2004     | 2014     | 2024    |
| ---------- | ---- | -------- | -------- | ------- |
| Población  | 1939 | 2396     | 3014     | 3209    |
| Diferencia |      | +23,56 % | +25,79 % | +6,46 % |

| Año        | 2023 | 2024    |
| ---------- | ---- | ------- |
| Población  | 3162 | 3209    |
| Diferencia |      | +1,48 % |